# Grande Missa (Mozart)
A Grande Missa em dó menor (em alemão:  Große Messe in c-Moll), K. 427/417a, é a maior e mais ambiciosa missa de Wolfgang Amadeus Mozart, possuindo dois coros, uma grande orquestra, e os seguintes solistas: dois sopranos, um tenor e um baixo. Composta em Vienna e Salzburgo em 1782 e 1783, ela foi deixada incompleta por razões desconhecidas, faltando a aria que segue o "Et incarnatus est", uma grande porção da orquestração do Sanctus (que foi perdida), a maioria do Credo e o Agnus Dei.
Assim como o Réquiem de Mozart, essa obra também se destaca pelo enorme número de completações e reconstruções feitas ao manuscrito de Mozart desde o começo do século XX.